# Iso-Kuusivaara
Iso-Kuusivaara este o arie protejată (arie specială de conservare — SAC, sit de importanță comunitară — SCI) din Suedia întinsă pe o suprafață de 52 ha, integral pe uscat.

## Localizare
Centrul sitului Iso-Kuusivaara este situat la coordonatele 66°23′00″N 23°16′42″E / 66.3832°N 23.2783°E.

## Înființare
Situl Iso-Kuusivaara a fost declarat sit de importanță comunitară în decembrie 1995 pentru a proteja un număr necunoscut de specii din flora spontană și fauna sălbatică aflate în arealul zonei. Situl a fost protejat și ca arie specială de conservare în martie 2011.

## Biodiversitate
Situată în ecoregiunea boreală, aria protejată conține 1 habitat natural: Taiga vestică.
La baza desemnării sitului se află un număr nedeclarat de specii protejate.